# از میان پنجره‌ای باز
از میان پنجره‌ای باز (انگلیسی: Through an Open Window) یک فیلم کوتاه آمریکایی است که در سال ۱۹۹۳ منتشر شد. این فیلم در بخش نوعی نگاه در جشنواره فیلم کن ۱۹۹۲ اکران شد.

## بازیگران
- اف. موری آبراهام
- فرانسیس فاستر
- اَن میرا
- سینتیا نیکسون